# Bourigeole
Bourigeole  es una localidad y comuna francesa, situada en el departamento del Aude en la región de Languedoc-Roussillon. 
A sus habitantes se les conoce en idioma francés por el gentilicio Bourigeolois.

## Demografía
| 59 | 63 | 50 | 76 | 63 | 54 |
| Para los censos de 1962 a 1999 la población legal corresponde a la población sin duplicidades (Fuente: INSEE [Consultar]) |    |    |    |    |    |